# Kamppodzolgronden
Een kamppodzolgrond is een bodemtype in het Nederlandse systeem van bodemclassificatie dat behoort tot de suborde van de xeropodzolgronden. Deze suborde omvat de humuspodzolen waarbij de grondwaterstanden zowel tijdens het ontstaan als daarna altijd laag waren. De kamppodzolen zijn vrij schrale gronden met een 30–50 cm dikke, deels door de plaggenbemesting opgebrachte donkere bovengrond (A horizont). De B-horizont bevat ingespoelde humus. In C-horizont hebben de zandkorrels ijzerhuidjes. Deze gronden kunnen worden beschouwd als haarpodzolen met een plaggendek.
Kamppodzolgronden komen vrij weinig voor. Ze worden aangetroffen in oude ontginningen op de hoge delen van de hogere zandgronden van Nederland, zoals op stuwwallen van de Veluwe.

## Etymologie
De naam kampodzolgronden is ontleend aan het op de Veluwe voorkomende toponiem kamp voor een afgebakend stuk land. 